# Prix Gémeaux de la meilleure réalisation pour une émission ou une série jeunesse
Le prix Gémeaux de la meilleure réalisation pour une émission ou une série jeunesse est une récompense télévisuelle remise par l'Académie canadienne du cinéma et de la télévision entre 1990 et 2004.

## Palmarès
- 1990 - Louise Allard, André Caron, Louis Fraser, Michel Jacques, François Jobin, Jean-Pierre Morin, Micheline Rioux, Le Club des 100 watts
- 1991 - Martin Barry, André Caron, Ginette Clément, Pascale Cusson, Louis Fraser, Michel Jacques, Jean-Pierre Morin, Micheline Rioux, Le Club des 100 watts
- 1992 - Martin Barry, André Caron, Ginette Clément, Pascale Cusson, Nicole Faucher, Louis Fraser, Michel Jacques, Jean-Pierre Morin, Micheline Rioux, Le Club des 100 watts
- 1993 - Claude Boucher, François Jobin, Télé-Pirate II
- 1994 - Claude Boucher, Robert Desfonds, Richard Lahaie, Richard Lalumière, Watatatow III
- 1995 - Régent Bourque, Yvon Trudel, Zap II
- 1996 - Louis Choquette, Ici Ados Canada III
- 1997 - Patrice Sauvé, Sur la piste II
- 1998 - Richard Lahaie, Watatatow  VII
- 1999 - François Côté, Cornemuse
- 2000 - Pierre Théorêt, Cornemuse
- 2001 - Pierre Théorêt, Dans une galaxie près de chez vous
- 2002 - Philippe Baylaucq, Hugo et le dragon
- 2003 - François Côté, Cornemuse
- 2004 - Simon Barrette, Ramdam